# Wallonisme
Un wallonisme est un trait linguistique du français de Belgique emprunté au wallon. Il peut s'agir de particularités du lexique (mots, expressions, acceptions), de la prononciation ou de la grammaire. Quelques wallonismes lexicaux se sont répandus en francophonie (houille, grisou, estaminet) et ne sont généralement plus perçus comme tels; les autres constituent un sous-ensemble des belgicismes. 
Une phrase en wallon dans une conversation en français de Belgique n'est pas plus un wallonisme que la phrase Let's go! dans une conversation en français d'Île-de-France n'est un anglicisme.

## Exemples

### Lexique
| Wallonisme          | Sens et usage |
| ------------------- | --- |
| Bièsse              | Bête (substantif et adjectif). J'ai vu une grosse bièsse (un gros animal) Dicton : "Bon et bièsse commencent par la même lettre" Peut servir pour qualifier une personne de stupide, d'idiote T'es vraiment bièsse ! |
| Baraki              | Personne qui vit à l'écart de la norme, à l'origine forain qui vit dans une roulotte (baraque). Le baraki-type est un être grossier, peu éduqué, à l'hygiène douteuse, vivant dans une maison délabrée. Il passe ses journées dans les cafés, le plus souvent avec sa famille, à fumer et boire. L'expression Qué baraki séss (Quel baraki alors) désigne, par extension, toute personne faisant preuve d'incivisme en société. Ce type de personnage a inspiré la création de certains sites internet consacrés à l'étude (humoristique) du comportement des barakis en Belgique. |
| Cromb               | pour tordu, de travers. |
| Cumulet             | pour culbute. |
| Nîs!                | pour qualifier une personne un peu bête, maladroite. Prise sur le fait d'une maladresse flagrante. oufti la grosse Nîs !!! |
| Rawette             | Petit rajout, et parfois, par extension, une petite quantité de quelque chose. Je prendrai une rawette de lait avec le café. |
| Reloqueter          | Nettoyer et loque à reloqueter pour torchon. |
| Spotcher, sprotcher | Écraser. Du wallon språtchî, écraser. J'ai failli être sprotché par une voiture C'est toudi (toujours) les petits qu'on sprotche! : Ce sont toujours les sans-grade que les puissants écrasent. |
| Spiter, spritcher   | Éclabousser. |
| Bèzin               | Personne maladroite, hésitante, empotée, bavarde Ké bèzin! : quel empoté !. |
| Sketter             | Casser. Je n'arrive plus à écrire : mon stylo est sketé. |
| Totin               | Excessivement méticuleux. Ne sois pas totin, arrête de frotter cette casserole, tu vas finir par la percer. |
| Tournicoter         | Tourner en rond, faire les cent pas. |
| Pestèler            | Trépigner. |
| Avoir dur           | Avoir des difficultés |

Kerchie : chargé, kerchie comme un baudet = chargé comme un âne, être "kerchie" peut également signifier être sous l'emprise de boisson.

### Prononciation
- Les consonnes finales sont systématiquement assourdies, et certaines combinaisons sont simplifiées. C'est ainsi que "tigre" sera prononcé "tîk".
- La semi-consonne [ɥ] (comme dans "puis") est prononcée [w] (comme dans "pourquoi")

### Grammaire
- Utilisation de l'auxiliaire avoir à la place de être , surtout pour les verbes pronominaux.
- Oubli de l'accord du participe passé.

Si le wallon influence grandement le français de Wallonie, l'inverse est vrai également. On retrouve en wallon bon nombre de mots, de tournures de phrase ou de fautes grammaticales venus du français, et ce surtout chez les jeunes locuteurs[réf. nécessaire].
Une pratique est également de vouvoyer systématiquement son interlocuteur même s'il nous est très intime (famille, amis, etc.).